# Berliner Abendpost

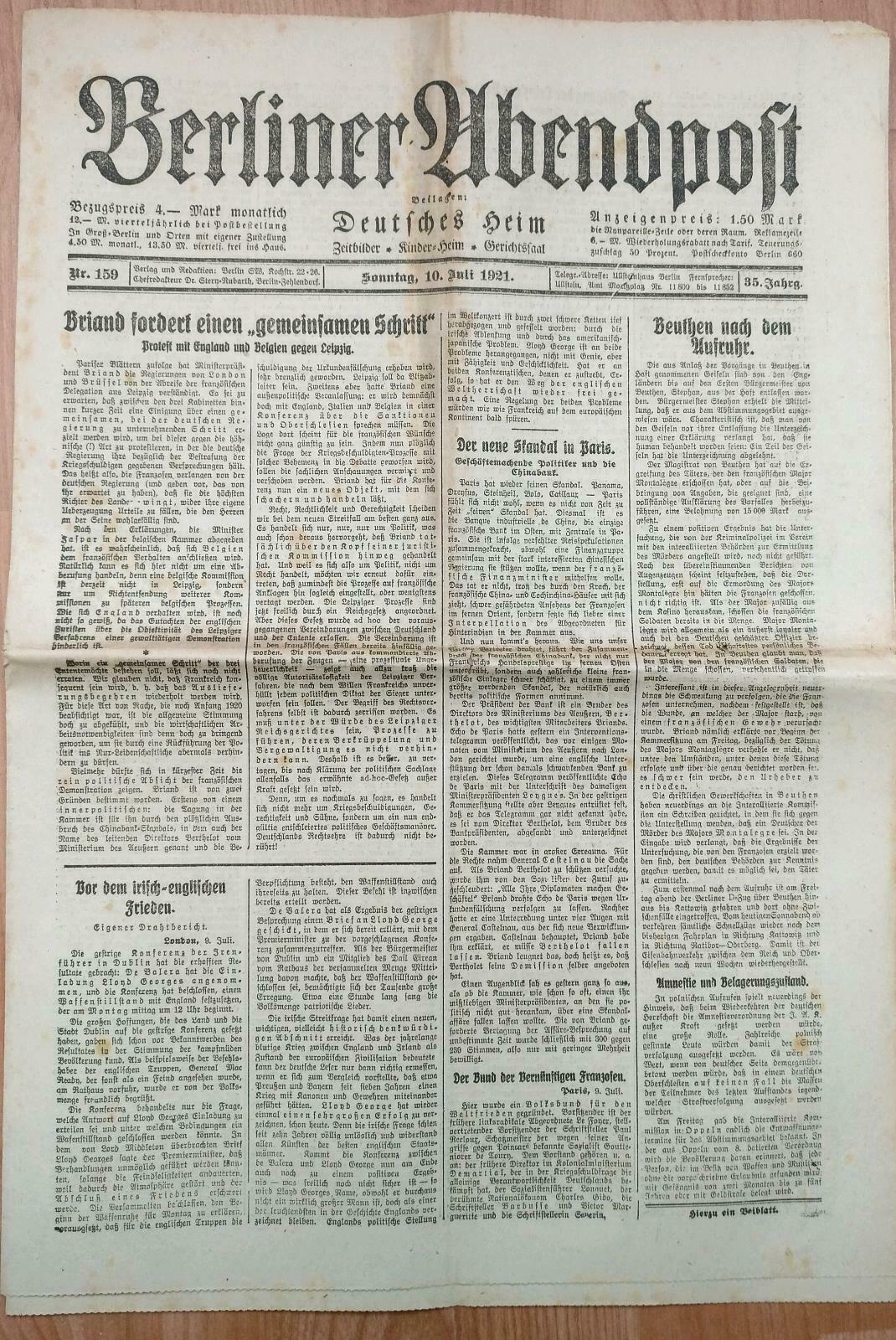

Die Berliner Abendpost war eine deutsche Tageszeitung von 1887 bis 1921.

## Geschichte
Am 1. September 1887 erschien die erste Ausgabe der Berliner Abendpost. Der Verleger Leopold Ullstein hatte sie zusätzlich zu seiner Berliner Zeitung konzipiert. Sie sollte außerhalb Berlins erscheinen und Informationen aus der Reichshauptstadt schnell in anderen Gegenden des Deutschen Reiches verbreiten. Sie wurde am Abend in Berlin gedruckt und war am nächsten Morgen an anderen Orten erhältlich. Die Berliner Abendpost konnte so eine höchstmögliche Aktualität bieten.
Viele Beiträge wurden aus der Berliner Zeitung übernommen, seit 1889 auch die Anzeigen. Die Grundausrichtung der Zeitungen war demokratisch, regierungskritisch und liberal.
Bereits nach kurzer Zeit gab es eine Auflage von 70.000 Exemplaren täglich. Es gab mehrere Beilagen wie Deutsches Heim.
Am 31. Dezember 1921 erschien die letzte Ausgabe.

## Persönlichkeiten
Leiter
- Leopold Ullstein, Herausgeber 1887–1889
- Söhne Ullstein, Herausgeber 1889–1921
- Georg Frankenberg, Chefredakteur
- Manfred George, Chefredakteur um 1920

Autoren
Viele Artikel erschienen sowohl in der Berliner Zeitung als auch in der Berliner Abendpost
- Eugen Tannenbaum, 1919